# Morešet
Morešet (hebrejsky מוֹרֶשֶׁת, doslova „Dědictví“ v oficiálním přepisu do angličtiny Moreshet) je vesnice typu společná osada (jišuv kehilati) v Izraeli, v Severním distriktu, v Oblastní radě Misgav.

## Geografie
Leží v nadmořské výšce 309 metrů, v zalesněné a hornaté oblasti v centrální části Dolní Galileji. Jižně od vesnice protéká hlubokým údolím vádí Nachal Evlajim, dál k jihu terén klesá do údolí Bejt Netofa. Na severní straně se zvedá hora Har Šechanija, ze které stéká vádí Nachal Šechanija.
Je situována cca 16 kilometrů východně od břehů Středozemního moře a cca 26 kilometrů na západ od Galilejského jezera, cca 92 kilometrů severovýchodně od centra Tel Avivu a cca 22 kilometrů východně od centra Haify. Morešet obývají Židé, přičemž osídlení v tomto regionu je etnicky smíšené. 3 kilometry na jihovýchod leží město Kafr Manda, které obývají izraelští Arabové. Na západní straně je to arabské město I'billin a 2 kilometry východním směrem od Morešet leží menší arabské město Kaukab Abu al-Hidža. Krajina mezi těmito arabskými městskými centry je ovšem postoupena řadou menších židovských vesnic, které zde vytvářejí souvislý blok, na jehož jihozápadním okraji Morešet leží.
Obec Morešet je na dopravní síť napojena pomocí lokální silnice číslo 784, směřující k jihu, do údolí Bejt Netofa, a k severu, do prostoru města Sachnin. Z ní tu odbočuje lokální silnice číslo 781. Ta vede k pobřeží, do Zebulunského údolí.

## Dějiny
Vesnice Morešet byla založena v roce 1981 v rámci programu Micpim be-Galil, který vrcholil na přelomu 70. a 80. let 20. století a v jehož rámci vznikly v Galileji desítky nových židovských vesnic s cílem posílit židovské demografické pozice v tomto regionu a nabídnout kvalitní bydlení kombinující výhody života ve vesnickém prostředí a předměstský životní styl.
Zpočátku ale šlo jen o předběžnou osadnickou skupinu Tikva (תקוה) tvořenou nábožensky orientovanými Izraelci, která ale neměla trvalé sídlo a teprve roku 1991 se provizorně usadila v lokalitě Chavat Javor (חוות יבור), která leží cca 10 kilometrů severozápadně odtud, na okraji pobřežní nížiny, nedaleko vesnice Jas'ur. Teprve v roce 1996 se osadníci přemístili do nynější lokality, do trvalé zástavby (původně tu předtím sídlila malá skupina ultraortodoxních Židů). Na vzniku vesnice se podílela organizace Amana, která je jinak převážně aktivní při zakládání izraelských osad na Západním břehu Jordánu. Jde o jedinou nábožensky orientovanou židovskou vesnici v tomto regionu.
Fungují tu zařízení předškolní péče o děti a základní škola. V Morešet je také obchod, zdravotní středisko, sportovní areály a synagoga.
Růst obce byl rychlý. V roce 1997 přišlo prvních 77 rodin. V létě 1998 se sem nastěhovalo dalších 58 rodin. V roce 2006 byla dokončena třetí fáze výstavby obce s kapacitou 65 rodin. V projektové přípravě je čtvrtá fáze. Výhledově má vesnice projít další stavební expanzí. Územní plán umožňuje rozšíření na 480 rodin. V současnosti probíhá prodej 66 stavebních pozemků.

## Demografie
Obyvatelstvo Morešet je nábožensky založené. Podle údajů z roku 2014 tvořili populaci v Morešet Židé (včetně statistické kategorie "ostatní", která zahrnuje nearabské obyvatele židovského původu ale bez formální příslušnosti k židovskému náboženství).
Jde o menší sídlo vesnického typu s dlouhodobě výrazně rostoucím počtem obyvatel. K 31. prosinci 2014 zde žilo 1389 lidí. Během roku 2014 populace stoupla o 3,7 %.
| Rok            | 1983 | 2001 | 2003 | 2004 | 2005 | 2006  | 2007  | 2008  | 2009  | 2010  | 2011  | 2012  | 2013  | 2014  |
| -------------- | ---- | ---- | ---- | ---- | ---- | ----- | ----- | ----- | ----- | ----- | ----- | ----- | ----- | ----- |
| Počet obyvatel | 24   | 633  | 830  | 879  | 948  | 1 004 | 1 052 | 1 064 | 1 083 | 1 128 | 1 224 | 1 246 | 1 339 | 1 389 |